# El Pla del Penedès
El Pla del Penedès è un comune spagnolo di 895 abitanti situato nella comunità autonoma della Catalogna.